# Pedro Menéndez de Avilés

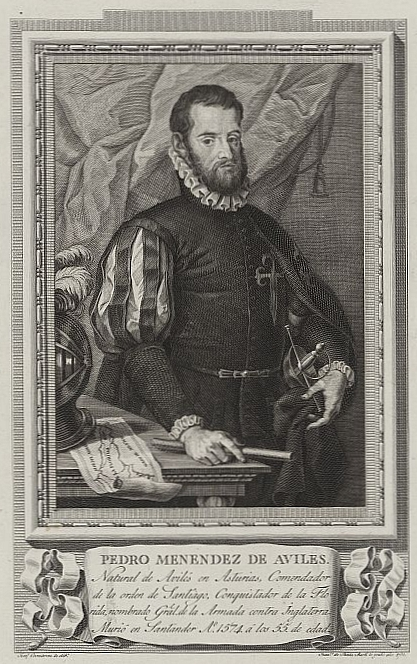
Pedro Menéndez de Avilés

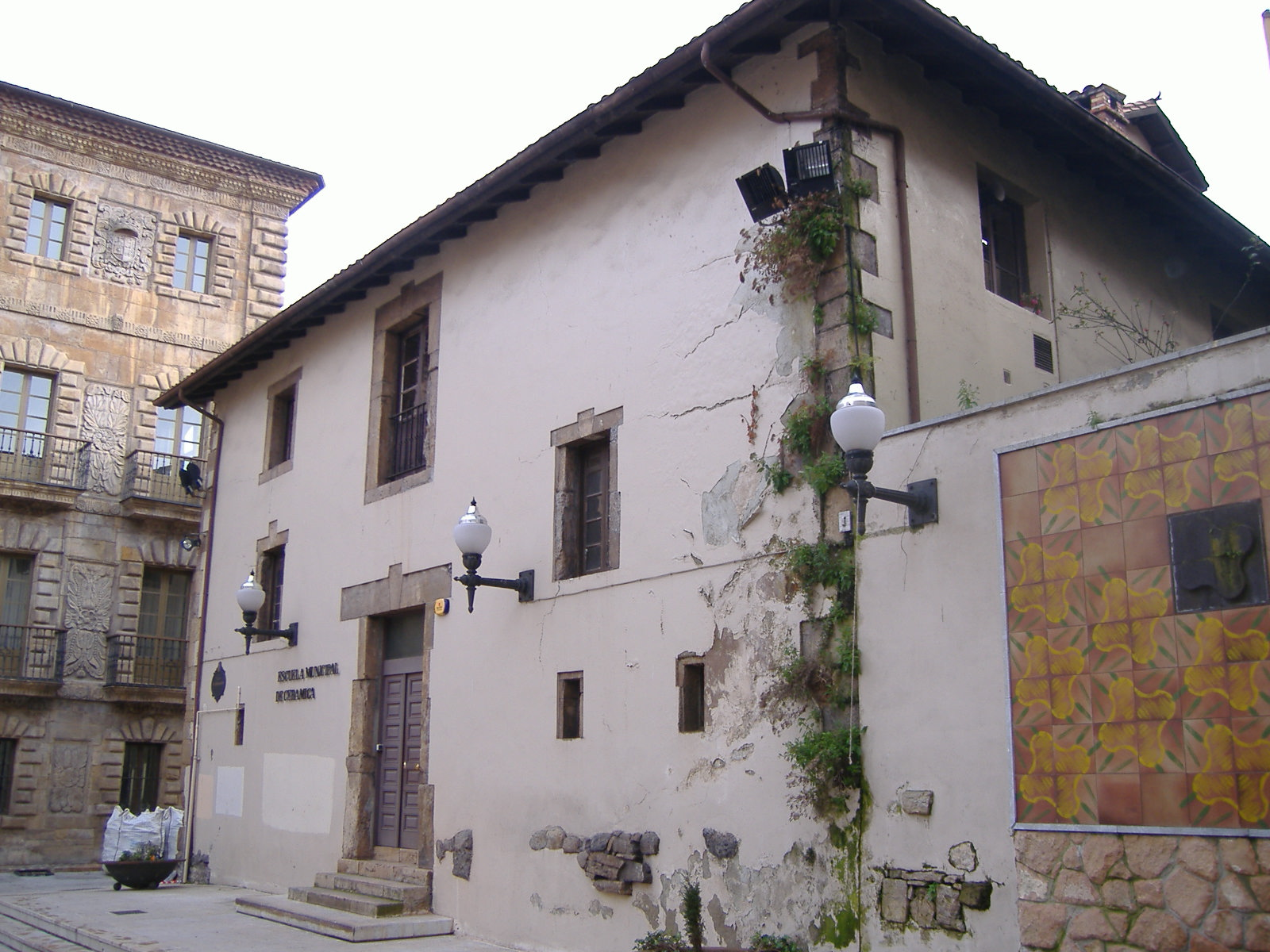
Dom Rodzinny Pedro Menéndeza

Pedro Menéndez de Avilés (ur. w 1519, zm. 17 września 1574 w Santanderze) – hiszpański żeglarz, kolonizator Florydy.

## Życiorys
Pochodził z portowego miasta Avilés w Zatoce Biskajskiej w Asturii. Gdy miał 13 lat uciekł z zamożnego domu rodziców i zaciągnął się na statek. W hiszpańskiej marynarce wojennej zrobił zawrotną karierę. W roku 1549 król Karol I wyznaczył go do rozprawienia się z piratami i korsarzami napadającymi na statki na hiszpańskich wodach. W 1554 został dowódcą Złotej Armady i w latach 1555–1563 odbył trzy podróże do Ameryki dowodząc konwojami statków wiozących do Hiszpanii skarby Azteków i Inków.
Z przyczyn politycznych został w roku 1563 uwięziony, ale po dwóch latach zwolniony na rozkaz króla Filipa II, który 20 marca 1565 mianował go adelantado i kapitanem generalnym Florydy. Głównym zadaniem Menéndeza było zlikwidowanie francuskiej kolonii powstałej niedawno na wschodnim wybrzeżu półwyspu. Hiszpanie uznawali kolonię tę jako bezpośrednie zagrożenie dla statków wiozących złoto i srebro z Ameryki Południowej i Meksyku. Wiosną 1565 roku piraci działający w oparciu o francuską osadę Fort Caroline zaczęli napadać te statki.
29 czerwca Menéndez, dowodzący 11 okrętami i 2000 ludzi (żołnierzy, księży, kolonistów i niewolników) wyruszył z Hiszpanii. Część flotylli dotarła w końcu lipca do Portoryko, a po trudnym rejsie z postojem na Bahamach, 28 sierpnia, w dzień świętego Augustyna, pięć okrętów osiągnęło wybrzeże Florydy. W dogodnej zatoce założona została pierwsza osada, dzisiejsze miasto St. Augustine, gdzie została część załogi, a adelantado, na czele 700 ludzi pożeglował na północ. 4 września bezskutecznie atakował Fort Caroline (w ujściu rzeki St. Johns), a francuskie okręty, dowodzone przez Jeana Ribaulta zdołały się wymknąć.
Menéndez i jego ludzie wrócili pospiesznie do St. Augustin, by dokończyć budowę umocnień, a tymczasem Ribault postanowił przeprowadzić kontratak. Do napaści na hiszpańską osadę nie doszło, bowiem silny sztorm rozbił i zatopił francuskie jednostki, co z kolei ułatwiło odwetowe uderzenie Menéndezowi. Jego oddział zaszedł nieobronne osiedle francuskich hugenotów od strony lądu i wymordował większość mieszkańców. Uciec zdołali nieliczni, a wśród nich przywódca osadników René Goulaine de Laudonnière i malarz Jacques Le Moyne de Morgues.
Adelantado zwrócił się następnie przeciwko rozbitkom francuskiej floty, którzy wyszli na brzeg w okolicach dzisiejszego Przylądka Canaveral i maszerowali wprost na St. Augustine. Mieli przewagę nad siłami Menéndeza, ale ten zmusił ich, przy pomocy fortelu, do poddania się. Większość spośród 250 jeńców została zgładzona w dniu 12 października; życie darowano tylko katolikom. Ribault został powieszony. Miejsce masakry nosi nazwę Fort Matanzas (z hiszp. matanza: rzeź). Francuska osada została zajęta i przemianowana na San Mateo (dziś w obszarze miejskim Jacksonville).
W ciągu następnych dwóch lat Menéndez spenetrował wschodnie i zachodnie wybrzeże Florydy zakładając forty w zatokach Tampa i Charlotte, a także w ujściach rzek Miami i St. Lucie. Pozakładał także (w większości wkrótce opuszczone) osady na wyspach wzdłuż wybrzeży dzisiejszych stanów Georgia, Karolina Południowa i Karolina Północna, a nawet w położonej daleko na północy Zatoce Chesapeake.
W roku 1567 Menéndez został odwołany z Florydy w związku z toczoną głównie na morzu wojną z Anglią. Odwiedził jeszcze dwukrotnie St. Augustine w latach 1568 i 1571. Zmarł w roku 1574 w Santanderze nad Zatoką Biskajską do ostatnich dni służąc w marynarce.